# Sacrée Bordée
 (novembre 2019).
Si vous disposez d'ouvrages ou d'articles de référence ou si vous connaissez des sites web de qualité traitant du thème abordé ici, merci de compléter l'article en donnant les références utiles à sa vérifiabilité et en les liant à la section « Notes et références ».
 (novembre 2019).
Sacrée Bordée est un groupe de fest-noz marin. Basé à Séné, au pays des fameux sinagos, le groupe aime parler du Golfe du Morbihan, de la Bretagne, des marins et de la mer en général.
Ils chantent et font danser les gars de Sacrée Bordée. Issue du monde des chants de marins et dorénavant orientée vers le fest-noz, cette formation originale lance l'idée du fest-noz marin. Leurs morceaux sont surtout des compositions personnelles qui embarquent le public dans des danses bretonnes rythmées. Les musiciens utilisent des instruments variés (guitare, basse, violon, mandoline, bodhran, accordéon , flûtes, harmonicas, clarinette diatonique, etc.).
Sacrée Bordée vous raconte l'histoire de belles épopées, les heures glorieuses (ou moins glorieuses) des marins bretons et de leurs femmes.